# تقييد حركة مفصل تحت الكاحل
تقييد حركة مفصل تحت الكاحل هو علاج شائع للقدم المسطحة العرضية (التي تعرف أيضًا باسم القدم المسطحة). هناك نوعان من القدم المسطحة: القدم المسطحة الصلبة (RFF) والقدم المسطحة المرنة (FFF). تتطلب أعراض النوع الأول عادةً التدخل الجراحي. أما النوع الثاني قد يُظهر التعب أو الإرهاق أو الألم، ولكنه عادةً ما يكون بدون أعراض. يُعتبر تقييد تحت الكاحل هو الخيار الأخير لعلاج القدم المسطحة المرنة في الحالات التي تفشل فيها التدابير العلاجية التقليدية. وذلك من خلال وضع زرع في تجويف السطح العظمي بالقرب من العظم الزهري لمنع التدهور والانقلاب الزائد للمفصل تحت الكاحل وتحسين محاذاة عظم الكاحل بالنسبة لعظم الكعب والعظم الزورقي. يُعتبر هذا العلاج قليل التوغل ويحافظ على المفصل. تشمل المضاعفات المرتبطة بتقييد تحت الكاحل، التصحيح غير الكامل (بسبب استخدام زرعات صغيرة جدًا)، والألم في تجويف السطح العظمي أو الجيب الرسغي، وخروج الزرعة. تشمل المضاعفات الأقل شيوعًا التصحيح المفرط بسبب الزرعات الكبيرة جدًا، والتهاب الأنسجة المحيطة، والعدوى، وتشنج العضلات الشظوية. يمكن أن تحدث إصابة في الأعصاب كمضاعفة أيضًا ولكن يمكن تجنبها من خلال تنفيذ الإجراء بعناية. يتيح التقييد تحت الكاحل إزالة الزرعة في حال حدوث مضاعفات ما بعد الجراحة مع الحفاظ على التصحيح الذي تم تحقيقه للقدم المسطحة. كما أن الجراحة تسمح للمرضى بتحمل الوزن بعد العلاج مباشرة.

## الاستخدامات الطبية

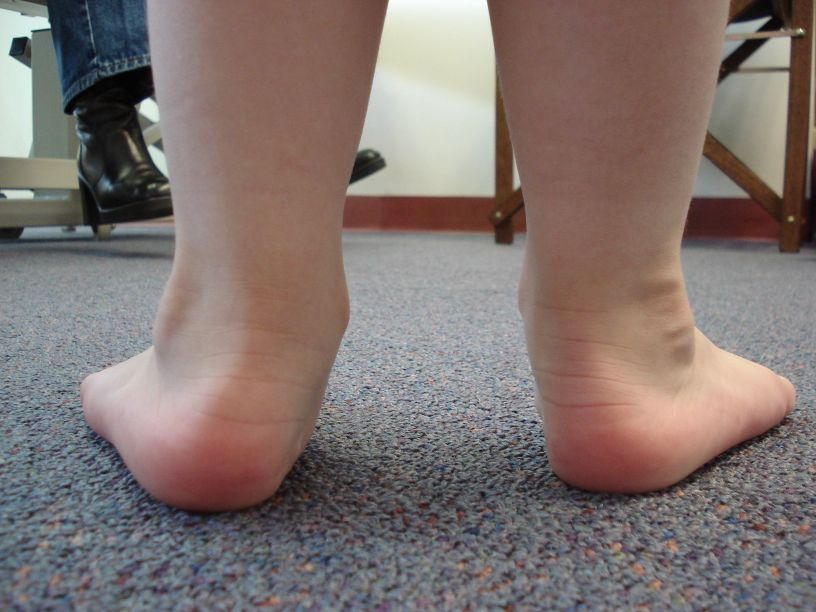
مريض يعاني من القدم المسطحة

### القدم المسطحة
التقييد تحت الكاحل يُستخدم بشكل أساسي لعلاج القدم المسطحة المرنة، وهي حالة تتميز بفقدان القوس الطولي الوسيط، وتباعد القدم الأمامية، والانقلاب الزائد للمفصل تحت الكاحل. تم تصميم هذه الجراحة خصيصًا لمعالجة الاختلالات البيوميكانيكية المرتبطة بالقدم المسطحة المرنة.

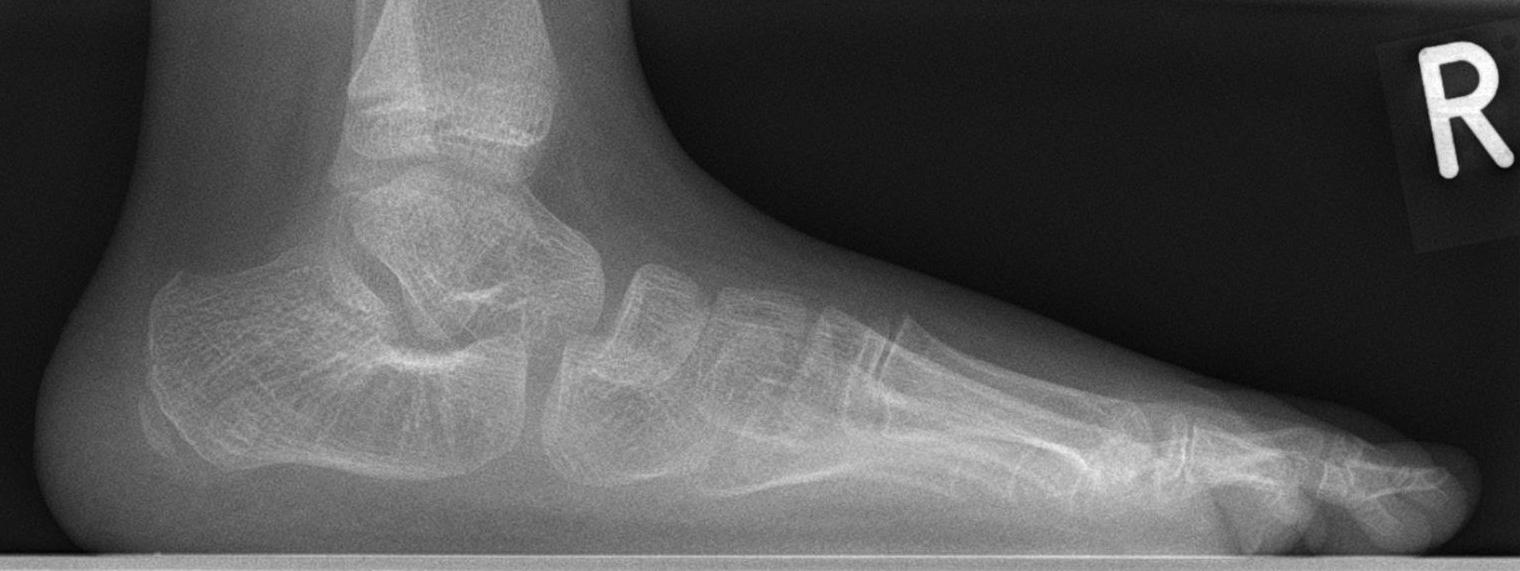
صورة الأشعة السينية للقدم المسطحة
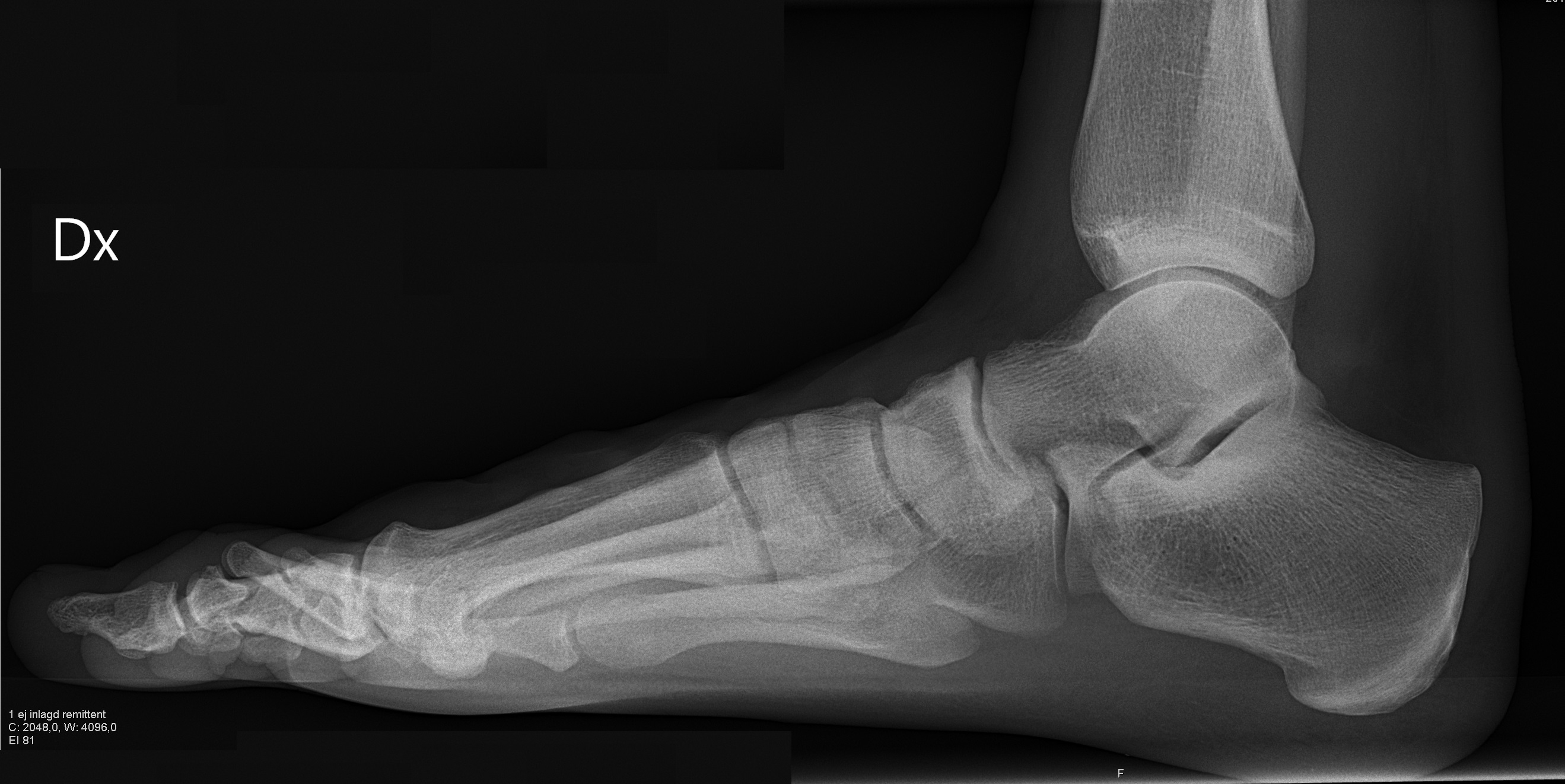
صورة الأشعة السينية للقدم الطبيعية

عندما تفشل الإجراءات العلاجية التحفظية مثل العلاج الطبيعي، والأجهزة التقويمية، والأدوية المضادة للالتهابات في تقديم الراحة الكافية، يصبح التقييد تحت الكاحل خيارًا ثمينًا. وهو مناسب بشكل خاص للمرضى الذين يعانون من ألم مستمر وقيود وظيفية على الرغم من التدخلات غير الجراحية. الهدف الرئيسي من التقييد تحت الكاحل هو تصحيح الانقلاب الزائد للمفصل تحت الكاحل وإعادة المفصل إلى وضع أكثر اعتدالًا. يتم ذلك عن طريق إدخال زرعة، عادةً ما تكون مصنوعة من مواد مثل السيليكون أو البولي إيثيلين، في تجويف السطح العظمي أو الجيب الرسغي أو بالقرب منه. تعمل الزرعة على توفير الاستقرار والثبات والدعم للمفصل تحت الكاحل، مما يساعد على تحسين محاذاة القدم ووظيفتها. يمكن للتقييد تحت الكاحل أن يخفف الألم، ويعزز وظيفة القدم، ويحسن الجودة العامة للحياة للأشخاص الذين يعانون من القدم المسطحة المرنة.

## الأهمية السريرية

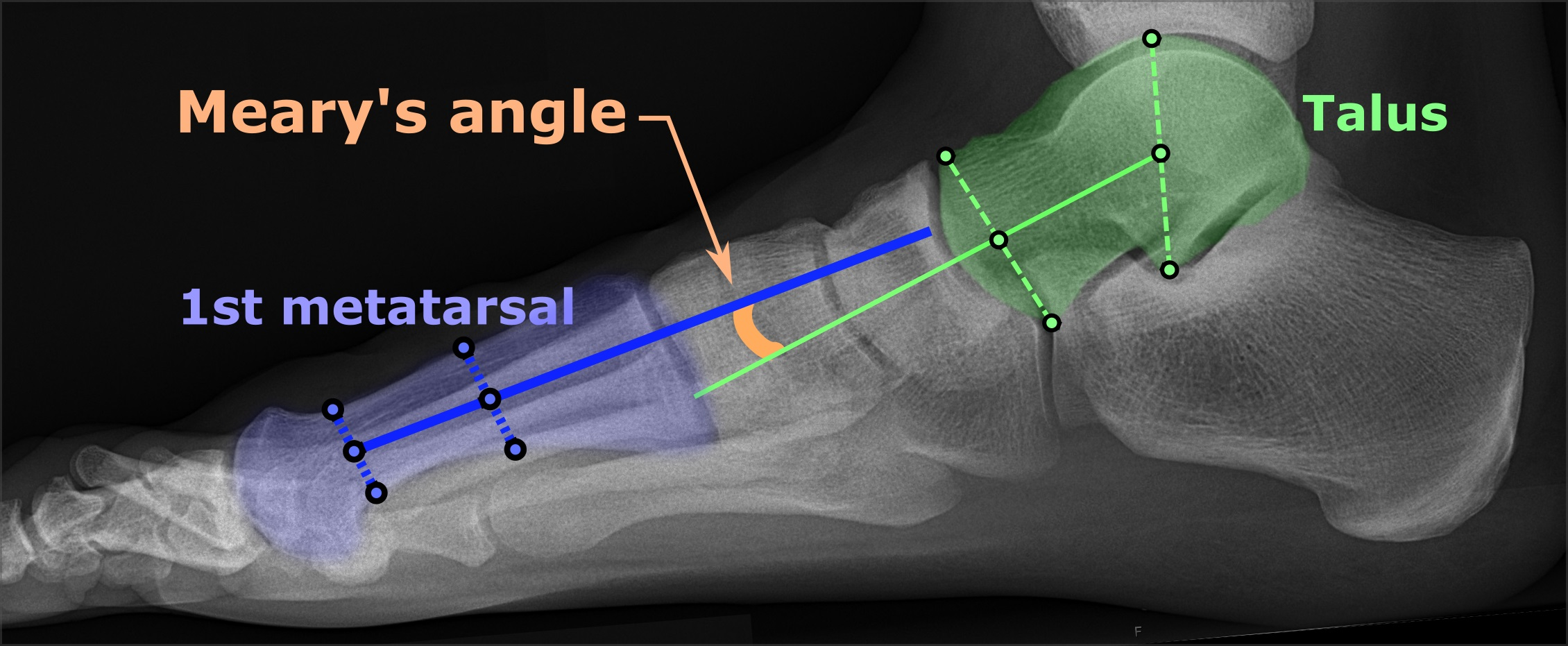
صورة الأشعة السينية توضح موقع القياسات.

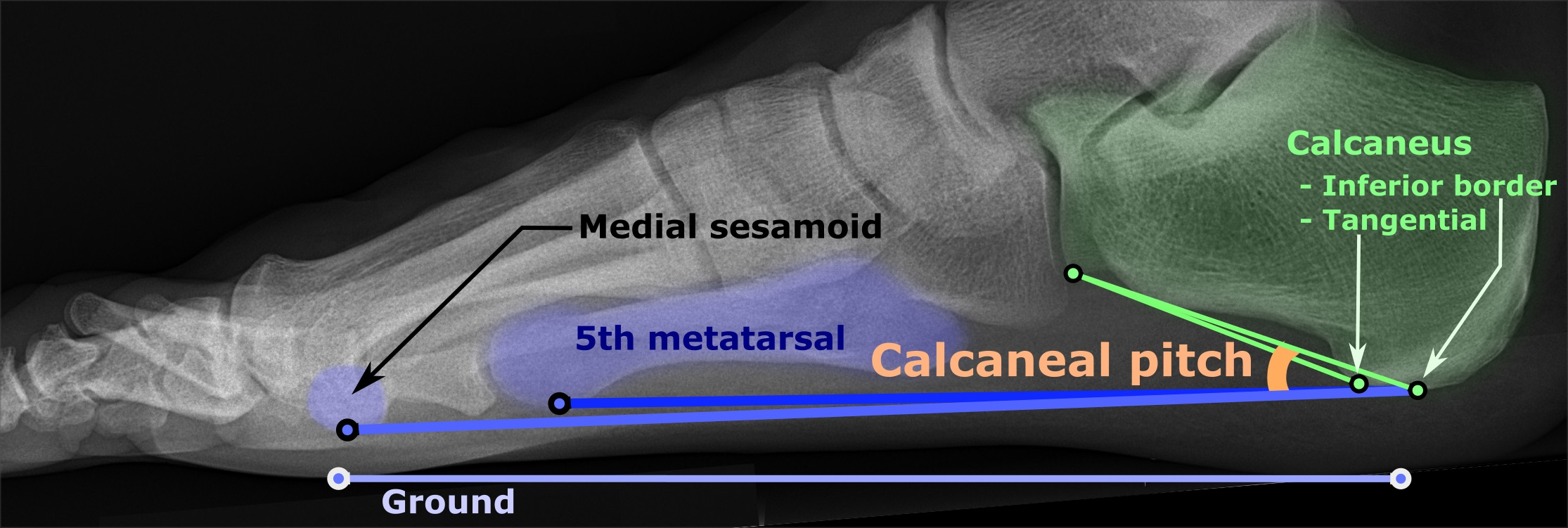
صورة الأشعة السينية تظهر موقع ميل عظم الكعب.

يمكن إثبات الأهمية السريرية لجراحة تقييد حركة مفصل تحت الكاحل من خلال قياسات وظروف بدنية مختلفة، مثل القياسات الإشعاعية، والقياسات الحركية، والألم، والوظيفة، والمحاذاة.

### القياسات الإشعاعية
أظهرت التقييمات الإشعاعية تحسنًا ملحوظًا، حيث اقتربت من المعدل الطبيعي المتوقع. بعد إجراء العملية الجراحية، لوحظ تحسن كبير في العديد من القياسات الرئيسية، بما في ذلك زاوية عظم الكعب الأمامية الخلفية (AP) بعد الجراحة، والمعروفة أيضًا باسم زاوية الطائرة الورقية، وهي الزاوية بين الخطوط المرسومة على طول محور عظم الكاحل وعظم الكعب.  زاوية مشط القدم الأمامية العقبية (AP)، وهي الزاوية بين محور مشط القدم الأول ومحور السلامى القريبة لإصبع القدم الأول؛ وزاوية مشط القدم الأمامية العقبية، وميل الكعب.

### القياسات الحركية
أظهرت القياسات الحركية تحسنًا ملحوظًا، اتسم بانخفاض متوسط قدره 8.1 درجة في التواء القدم الخلفية. بالإضافة إلى التحسن في الاستلقاء، والانثناء الظهري، ودرجة فيلادوت، مقتربًا من القيم الدالة على وظيفة طبيعية.

### الألم، والوظيفة، والمحاذاة
قُيمت النتائج السريرية باستخدام استبيانات موحدة، بما في ذلك استبيان مانشستر-أكسفورد للقدم، والدرجة الأمريكية لجراحة العظام للقدم والكاحل، والتي توفر تقييمات كمية لمختلف المعايير مثل الألم، والوظيفة، والمحاذاة. أظهرت نتائج هذه الدراسة تحسنًا ملحوظًا، مما يشير إلى نتائج علاجية إيجابية. على سبيل المثال، انخفضت مستويات الألم،  التى قيست بمقياس القياس التناظري البصري، من متوسط 5.5 قبل العملية إلى 1.4 بعدها، مما يعكس انخفاضًا كبيرًا في شدة الألم.

## موانع الاستعمال
تُستخدم جراحة تقييد مفصل تحت الكاحل بشكل أساسي لتصحيح القدم المسطحة المرنة، بينما قد لا يُنصح باستخدامه كإجراء جراحي أولي في حالات القدم المسطحة الصلبة. تشمل موانع تعديل مفصل تحت الكاحل عوامل مختلفة، بما في ذلك العدوى النشطة، وجراحة أو صدمة سابقة في الجيب الرسغي، والتهاب المفاصل المتقدم في مفصل تحت الكاحل.

## التقنيات الجراحية
يمكن إجراء جراحة تقييد حركة مفصل تحت الكاحل باستخدام مجموعة متنوعة من الأساليب والاستراتيجيات، وعادةً ما تستغرق 20 دقيقة. قد يُطبّق التخدير موضعيًا أو كليًا للجراحة. في حالة الأطفال، يُستخدم التخدير العام عادةً لضمان هدوئهم أثناء الجراحة. لا حاجة لرباط ضاغط لأن العملية تتم عن طريق الجلد. أثناء الجراحة، يستلقي المريض في وضعية الاستلقاء، وتُدار القدم الخاضعة للعملية داخليًا. يُجرى شق بطول 1 سم تقريبًا على طول خطوط شد الجلد المسترخي فوق الجيب الرسغي. باستخدام مُرقئ، تُنشر الأنسجة حتى تصل إلى الجيب الرسغي. ثم يُدخل دليل عن طريق الجلد من الجانب الجانبي إلى الجانب الوسطي عبر أرضية الجيب الرسغي. يتبع اتجاه الإدخال من الجانب الجانبي الأمامي البعيد إلى الجانب الوسطي الخلفي القريب، محاذيًا للجيب الرسغي. لمنع انزلاق السلك التوجيهي للخلف أثناء التجارب، يُدفع دبوس التوجيه نحو الجانب الوسطي ويُثبت بمُرقئ. يمر دبوس التوجيه أسفل الكاحل الوسطي وفوق وتر الظنبوب الخلفي.  بعد ذلك تُثبت أدلة تحديد المقاسات، متبوعة بغرسات تجريبية. الهدف هو الحد من الدوران الخارجي المفرط للقدم، مما يسمح بحوالي 5 درجات من الانقلاب من الوضع المحايد. من المهم عدم إدخال غرسة كبيرة قد تزدحم في الجيب الرسغي. يتم وضع الغرسة على بعد حوالي 1 إلى 1.5 سم داخل الحافة الجانبية لعظم الكعب، باتجاه الجانب الوسطي، ويمكن تأكيد موضعها باستخدام الصور الأمامية الخلفية. على الجانب الجانبي، يجب ملاحظة الغرسة وهي مستندة على أرضية الجيب الرسغي. في الحالات التي توجد فيها تشوهات في كلا القدمين، يمكن إجراء جراحة تقييد للمفصل ثنائية. يثني ظهر القدم مع تمديد الركبة بعد الإصلاح الجراحي. يكون إطالة وتر أخيل تحت الجلد ضروريًا إذا كان هناك تقييد في تمدد ظهر القدم حتى يمكن  تحريك القدم إلى 10 درجات.

## المخاطر والمضاعفات

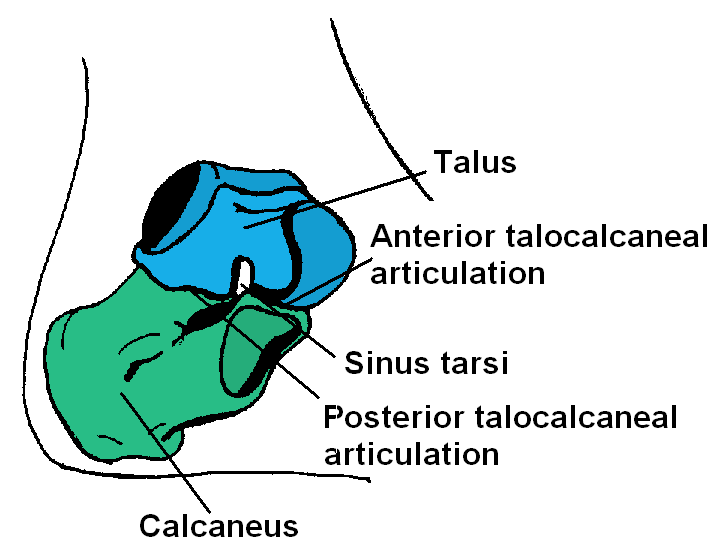
المحاذاة الصحيحة لمفصل تحت الكاحل

تعتبر جراحة تقييد حركة مفصل تحت الكاحل من العلاجات التي تتمتع بمزايا تتفوق على العلاجات الاخرى لآلام القدم في حالات القدم المسطحة الأولية والثانوية، بالإضافة إلى قدرته على تثبيت مفصل تحت الكاحل في محاذاة صحيحة. ورغم أن هذا الإجراء يقدم بعض المزايا، إلا أنه لا يخلو من العيوب. فقد كشفت مراجعة منهجية لـ 76 دراسة أن معدلات المضاعفات تتراوح بين 4.8% و18.6%. ومن الأمور المثيرة للقلق بشكل خاص حدوث إزالة غير مخطط لها للزرعة، والتي تم الإبلاغ عنها في 7.1% إلى 19.3% من الحالات. تنشأ مضاعفات مختلفة مع أنواع مختلفة من الأجهزة المستخدمة في تقييد مفصل تحت الكاحل. وتشمل المشاكل الشائعة نقص التصحيح الناتج عن استخدام غرسات صغيرة الحجم، وألم في الجيب الرسغي، وخروج الغرسة. أما المضاعفات الأقل شيوعًا فتشمل الإفراط في التصحيح الناتج عن غرسات كبيرة الحجم، والتهاب الغشاء الزليلي، والعدوى، وتشنج العضلة الشظوية.

### التهاب الغشاء الزليلي المفصلي

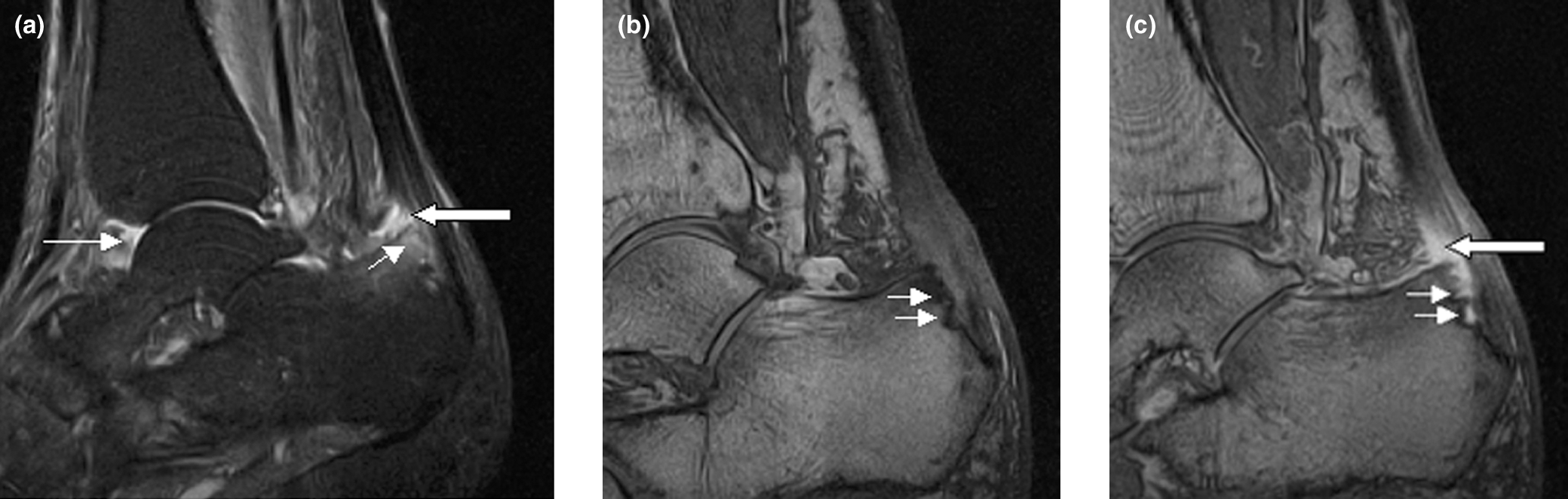
صور الرنين المغناطيسي السهمية لالتهاب الغشاء المفصلي في منطقة الكاحل

التهاب الغشاء الزليلي هو حالة التهابية في المفصل، وغالبًا ما يرتبط بتفاعل مع جسيمات السيليكون الدقيقة المنبعثة من غرسات السيليكون. مع مرور الوقت، قد تتفتت غرسات السيليكون بسبب القوى المؤثرة عليها داخل المفصل. قد يُقلل استخدام غرسات معدنية بدلًا من السيليكون من معدلات تحلل الغرسة والاستجابة الالتهابية الناتجة عنها.

### إصابة الأعصاب
إصابة الأعصاب من المضاعفات الأخرى التي يُمكن الوقاية منها من خلال التنفيذ الدقيق للإجراءات. عادةً ما يُمكن علاج ألم الجيب الرسغي، وهو من المضاعفات الشائعة، بإزالة الغرسة. ومع ذلك، فإن حدوث كسر في عظم العقب يُعدّ من المضاعفات النادرة والخطيرة، مما قد يؤثر بشكل كبير على الحركة وإمكانية التعافي. تختلف خيارات علاج هذه المضاعفات باختلاف شدتها. تشمل الحلول الممكنة استبدال غرسة ذات حجم غير مناسب بغرسة أكبر أو أصغر، أو إزالتها بالكامل في حالات الألم المستمر، أو الاستخدام المناسب للعلاجات المضادة للالتهابات أو المضادات الحيوية. من المهم ملاحظة أن جميع التدخلات الجراحية تنطوي على مخاطر كامنة. من الضروري مراعاة جميع خيارات العلاج المتاحة، بدءًا بأقل الطرق تدخلاً، لتحقيق أفضل النتائج الممكنة.

## الرعاية بعد الجراحة
تُعد رعاية ما بعد الجراحة ضرورية للمرضى الذين خضعوا لإطالة وتر أخيل وشد الأنسجة الرخوة الوسطى، بينما قد لا يحتاج المرضى الذين لم يخضعوا لجراحة الأنسجة الرخوة أو تحرير عضلة الساق إلى تثبيت بالجبس. عادةً ما يُثبت الجبس لمدة 4 أسابيع للمرضى الذين يحتاجون إليه. خلال هذه الفترة، يرتدون الدعامات أثناء الليل ويمارسون تمارين ثني أخمص القدم وظهر القدم السلبية بدءًا من اليوم الأول بعد الجراحة. في اليوم الثاني بعد الجراحة، تبدأ تمارين ثني الكاحل النشطة. تتم إزالة الغرز بعد حوالي 12-14 يومًا من العملية. بعد حوالي ثلاثة أسابيع من الجراحة، يُنصح المرضى عادةً بممارسة تمارين لا تتطلب أوزانًا، مثل السباحة وركوب الدراجات. بعد ستة أسابيع، يُمكن البدء بتمارين وظيفية تتطلب أوزانًا جزئية. لمراقبة تقدم تصحيح التشوهات وتثبيت الغرسة، تُجرى صور بالأشعة السينية للقدم الأمامية والجانبية والمائلة مباشراً بعد الجراحة، وفي الأسبوع السادس، وفي الأسبوع الثاني عشر. بعد ذلك، تُجرى صور بالأشعة السينية كل ثلاثة أشهر. خلال آخر متابعة، تُسجل قياسات زاوية ميري وزاوية عظم الكاحل مع مشط القدم الأول، وتُقارن ببيانات ما قبل الجراحة. يُجرى تقييم الأداء الوظيفي باستخدام مقياس AOFAS لقياس الكاحل والقدم الخلفية ومقياس VAS. من الجدير بالذكر أن جميع المرضى يتمكنون على استئناف أنشطتهم الرياضية خلال فترة 12 شهرًا.

## التاريخ
ظهر مفهوم التقييد الجراحي لمفصل الرسغ ومفصل تحت الكاحل لعلاج حالات القدم المسطحة عام 1946 من خلال اقتراح قدمه تشامبرز. اقترح استخدام إسفين يوضع على السطح العلوي لعظم الكعب لتقييد الإزاحة الأمامية لعظم الكاحل من عظم الكعب. كان ستيفان هارالدسون أول جراح يُدخل طعم إسفين عظمي قشري في الجيب الرسغي في عام 1962. تهدف هذه التقنية إلى الحد من الانقلاب تحت الكاحل وعلاج المرضى المصابين بالقدم المسطحة. في عام 1970، صاغ الفرنسي ليفير مصطلح "arthroereisis" أثناء وصف إدخال طعم عظمي في الجيب الرسغي، مثبتًا بدباسة. اقترح سوبوتنيك في عام 1974 استخدام غرسة سيليكون صناعية توضع في الجيب الرسغي لتعزيز الوضع الصحيح لعظم الكاحل مع عظم الكعب. وضعت هذه التطورات الأساس لإجراء التقييد الحديث.